# طب عن بعد
الطب عن بُعد (بالإنجليزية: Telemedicine)‏ هو الاسم الحديث لاستخدام نظم المعلومات والاتصالات لمساعدة الرعاية الصحية عن طريق استخدام تكنولوجيا المعلومات الحديثة مثل الإنترنت والبوابات الإلكترونية سواءًا لنشر المعلومات الطبية أو استخدام الأدوات الطبية عن بعد على سبيل المثال وليس الحصر.
ويمكن أن يشتمل هذا التعريف على التالي:
- الملفات الإلكترونية للمريض وتحتوى على البيانات الصحية التاريخية.
- الملفات الإلكترونية لأدوية المريض والأطباء والمتخصصين وهم من لهم علاقة بالمريض.
- العلاج عن بعد عن طريق استخدام أجهزة القياس الطبية والاتصالات للتعرف على حالة المرضى.
- نشر المعلومات الطبية والتعريف عن الوضع الصحي للبلاد.
- إدارة الأزمات الصحية عن طريق استخدام نظم المعلومات لقياس ومتابعة الموشرات واتخاذ القرارات.
- قواعد البيانات الطبية الشاملة.
- نظم المعلومات للمستشفيات.

## المزايا والعيوب
يمكن أن يكون الطب الإلكتروني مفيدًا للمرضى في المجتمعات المنعزلة والمناطق النائية، الذين يمكنهم تلقي الرعاية من الأطباء أو المتخصصين في أماكن بعيدة دون أن يضطر المريض للسفر لزيارتها، كما يمكن أن تسمح التطورات الأخيرة في تكنولوجيا التعاون المتنقلة لمتخصصي الرعاية الصحية في مواقع متعددة بمشاركة المعلومات ومناقشة قضايا المرضى كما لو كانوا في نفس المكان. ويمكن لرصد المريض عن بعد من خلال تكنولوجيا الهاتف المحمول أن يقلل من الحاجة إلى زيارات المرضى الخارجيين ويمكّن من التحقق من وصفة الطبيب عن بعد وإدارة الدواء، مما قد يقلل بشكل كبير من التكلفة الإجمالية للرعاية الطبية. كما يمكن أن يسهِّل الطب الإلكتروني أيضاً التعليم الطبي عن طريق السماح الطلاب بمراقبة الخبراء في مجالاتهم الطبية المُتعددة وتعلم أفضل الممارسات الطبية بسهولة أكبر.
يمكن أن يكون الطب الإلكتروني مفيدًا أيضًا في القضاء على انتقال الأمراض المعدية أو الطفيليات بين المرضى والطاقم الطبي. تُعتبر تلك مشكلة خاصة حيث تشيع المكورات العنقودية الذهبية المقاومة للميثيسيلين MRSA. بالإضافة إلى ذلك، قد يشعر بعض المرضى الذين يشعرون بعدم الارتياح في مكتب الأطباء بحال أفضل مع الطب الإلكتروني، فعلى سبيل المثال، يمكن تجنب متلازمة فرط ضغط المعطف الأبيض. كما يوضع في الاعتبار أيضًا المرضى الذين يكونون في منازلهم ويتطلبون سيارة إسعاف لنقلهم إلى العيادة.
وتشمل الجوانب السلبية للطب الإلكتروني تكلفة معدات الاتصالات السلكية واللاسلكية وإدارة البيانات والتدريب التقني للموظفين الطبيين الذين سيوظفونها. كما ينطوي العلاج الطبي الافتراضي على احتمال انخفاض التفاعل البشري بين المهنيين الطبيين والمرضى، وزيادة خطر الخطأ عند تقديم الخدمات الطبية في غياب موظف مهني مُسجل، وزيادة خطر تعرض المعلومات الصحية المحمية للخطر من خلال التخزين الإلكتروني والنقل. يوجد أيضًا قلق من أن الطب الإلكتروني قد يقلل في الواقع من كفاءة الوقت بسبب الصعوبات في تقييم وعلاج المرضى من خلال التفاعلات الظاهرية؛ على سبيل المثال، تم تقدير أن التشاور عبر الهاتف يمكن أن يستغرق ما يصل إلى ثلاثين دقيقة، في حين تُعتبر 15 دقيقة نموذجية للمشاورة التقليدية. بالإضافة إلى ذلك، فإن الجودة الضعيفة للسجلات المنقولة، مثل الصور أو تقارير تقدم المريض، وانخفاض إمكانية الوصول إلى المعلومات السريرية ذات الصلة تُعتبر مخاط يمكن أن تؤثر على جودة واستمرارية رعاية المرضى للطبيب المسؤول عن الإبلاغ. ومن العقبات الأخرى التي تحول دون تنفيذ الطب الإلكتروني، تنظيم قانوني غير واضح لبعض الممارسات الطبية عن بُعد وصعوبة المطالبة بسداد التكاليف من شركات التأمين أو البرامج الحكومية في بعض المجالات.
ومن العيوب الأخرى للطب الإلكتروني عدم القدرة على بدء العلاج على الفور. فعلى سبيل المثال، يمكن أن يأخذ المريض الذي يعاني من عدوى بكتيرية مضادًا حيويًا بحقنه تحت الجلد في العيادة، مع ملاحظة أي تفاعل، قبل أن يتم وصف المضاد الحيوي في شكل حبوب.

## التاريخ
في أوائل القرن العشرين، استخدم الأشخاص الذين يعيشون في المناطق النائية من أستراليا أجهزة الراديو ثنائية الاتجاه، التي تعمل بواسطة مولد كهربائي مدفوعة بمجموعة من دواسات الدراجات، للحصول على خدمة طبيب الطيران الملكي في أستراليا.
في عام 1967، أسس كينيث بيرد في مستشفى ماساتشوستس العام واحدة من أولى عيادات الطب الإلكتروني. تناولت العيادة المشكلة الأساسية المتمثلة في تقديم الخدمات الصحية المهنية والطارئة للموظفين والمسافرين في مطار لوجان الدولي في بوسطن، الذي يقع على بعد ثلاثة أميال من المستشفى. تم توثيق أكثر من 1000 مريض على أنهم تلقوا علاجًا عن بعد من الأطباء باستخدام دائرة الموجات الصوتية المرئية ذات الاتجاهين في العيادة. تزامن نشأة عيادة بيرد للطب الإلكتروني مع مجهودات وكالة ناسا ف مجال الطب الإلكتروني من خلال استخدام أجهزة المراقبة الفسيولوجية لرواد الفضاء. تم تصميم برامج رائدة أخرى في مجال التطبيب عن بعد لتوفير خدمات الرعاية الصحية للناس في البيئات الريفية.تم تطوير أول نظام تفاعلي للطب الإلكتروني يعمل على خطوط الهاتف القياسية، ومُصمم لتشخيص ومعالجة المرضى الذين يحتاجون إلى الإنعاش القلبي عن بعد وإطلاقه من قبل شركة ميدفون الأمريكية MedPhone Corporation في عام 1989. وبعد عام من ذلك تحت قيادة رئيسها / الرئيس التنفيذي إريك واتشيل، قدمت شركة ميدفون MedPhone نسخة خلوية متنقلة. خدمت 12 مستشفى في الولايات المتحدة كمراكز للاستقبال والعلاج.

## الأنواع

### الاقسام
يمكن تقسيم الطب الإلكتروني إلى ثلاث فئات رئيسية هي: التخزين، ومراقبة المريض عن بعد، والتفاعلية في الوقت الحقيقي (الخدمات التفاعلية أو تفاعلية المستخدم).

#### تخزين وإعادة التوجيه
ينطوي الطب الإلكتروني والتخزين عن بعد على الحصول على بيانات طبية (مثل الصور الطبية) ثم يقوم بنقل هذه البيانات إلى طبيب أو أخصائي طبي في وقت مناسب للتقييم دون اتصال (متصل وغير متصل). لا يتطلب وجود كلا الطرفين في نفس الوقت. تعد الأمراض الجلدية، والأشعة، وعلم الأمراض من التخصصات الشائعة التي يمكن ممارستها باستخدام الطب الإلكتروني غير المتزامن. يجب أن يكون السجل الطبي المنظم بشكل مناسب ويفضل أن يكون في شكل سجل طبي إلكتروني كأحد مكونات هذا النقل. من الاختلافات الرئيسية بين الاجتماعات التقليدية الشخصية للمرضى ومواجهات الطب عن بعد هو إغفال الفحص البدني الفعلي والتاريخ. تتطلب عملية «التخزين والتقديم» أن يعتمد الطبيب على تقرير تاريخي ومعلومات صوتية / فيديو بدلاً من الفحص البدني.

#### المراقبة عن بعد
تمكن المراقبة عن بعد، والمعروفة أيضُا بالمراقبة الذاتية أو الاختبار، الأطباء من مراقبة المريض عن بعد باستخدام أجهزة تكنولوجية مختلفة. تستخدم هذه الطريقة في المقام الأول في علاج الأمراض المزمنة أو حالات معينة، مثل أمراض القلب أو داء السكري أو الربو. يمكن أن تقدم هذه الخدمات نتائج صحية قابلة للمقارنة لمواجهات المرضى التقليدية الشخصية، وتوفر قدراً أكبر من الارتياح للمرضى، وقد تكون فعالة من حيث التكلفة. ومن الأمثلة على ذلك غسيل الكلى الليلي في المنزل وعلاج المفاصل.

#### التفاعلية في الوقت الحقيقي
يمكن إجراء الاستشارات الإلكترونية من خلال خدمات الطب الإلكتروني التفاعلية التي توفر التفاعلات في الوقت الفعلي بين المريض ومقدم الخدمة. تم استخدام مؤتمرات الفيديو في مجموعة واسعة من التخصصات والإعدادات السريرية لأغراض متنوعة بما في ذلك الإدارة والتشخيص والمشورة ومراقبة المرضى.

### حالات الطوارئ

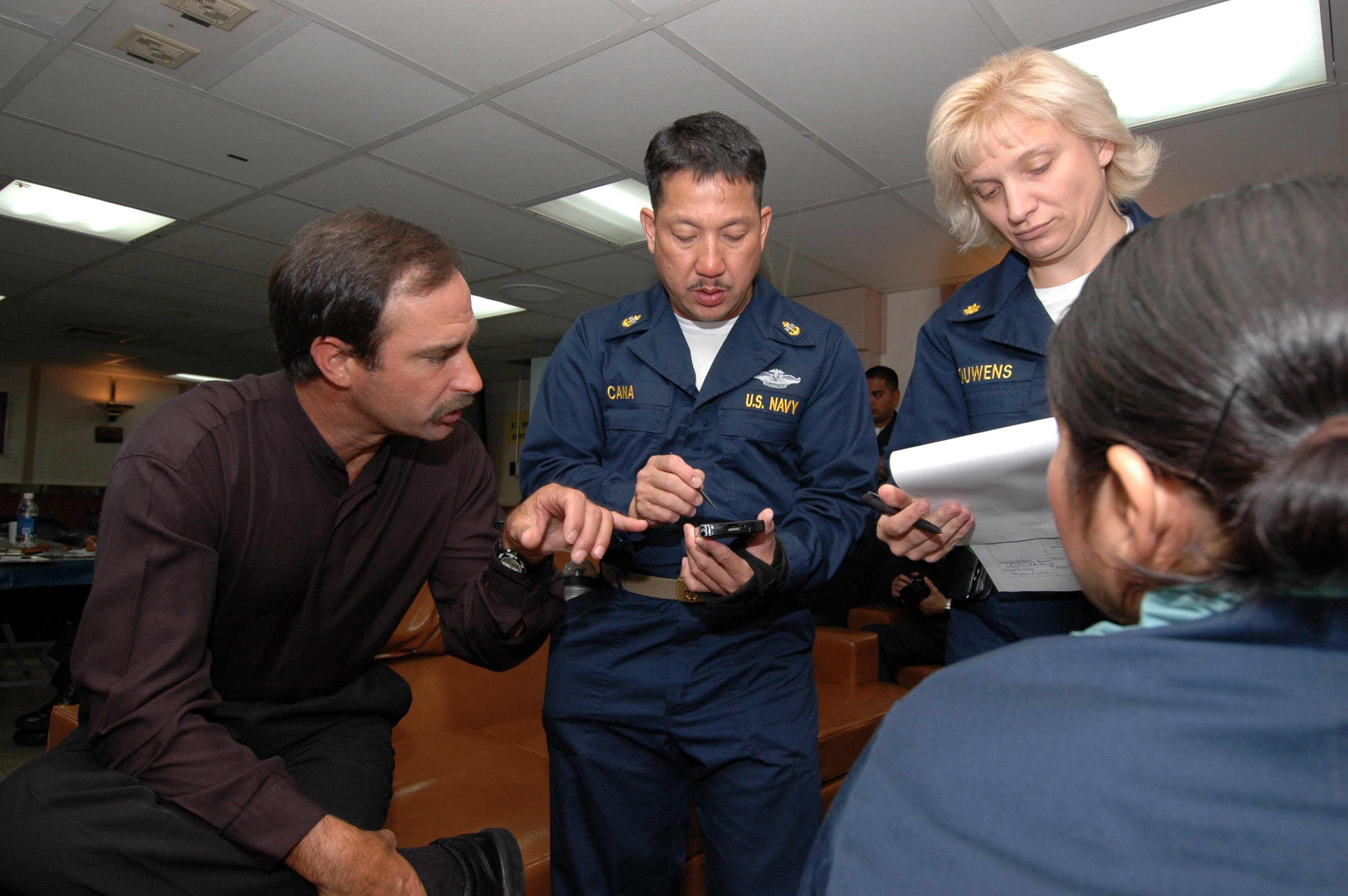
تدريب الطاقم الطبي للبحرية الأمريكية على استخدام الأجهزة الطبية المحمولة باليد (2006).

يتم تنفيذالطب الإلكتروني في حالات الطوارئ اليومية الشائعة من قبل منظمة SAMU للأجهزة الطبية في فرنسا وإسبانيا وتشيلي والبرازيل. كما يتم التعامل مع الطائرات وحالات الطوارئ البحرية من قبل مراكز SAMU في باريس ولشبونة وتولوز.

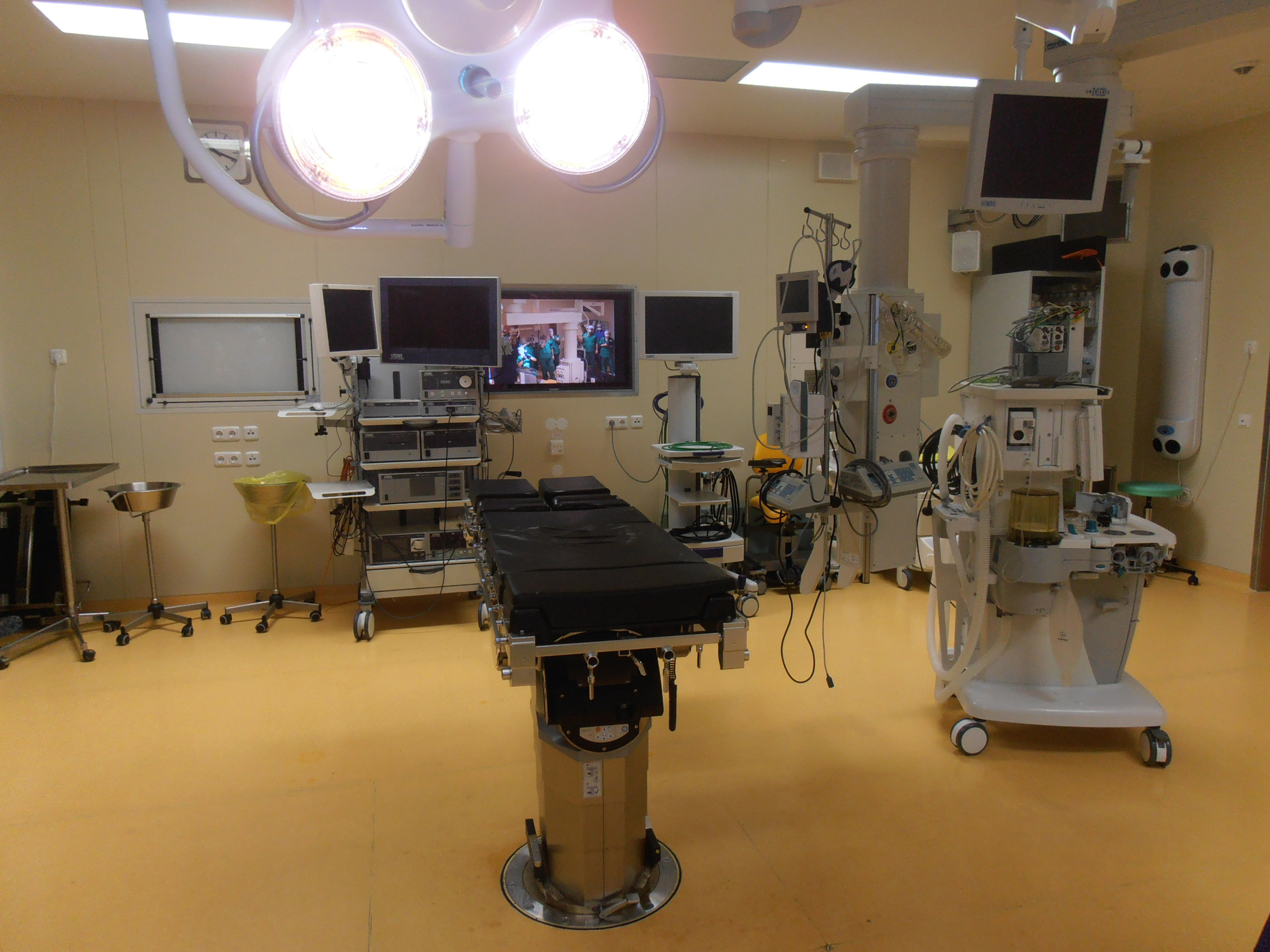
نظام التطبيب عن بعد fلمركز الفيدرالي لجراحة المخ والأعصاب في تيومين، 2013

حددت دراسة حديثة ثلاثة حواجز رئيسية لاعتماد التطبيب عن بعد في وحدات الطوارئ والرعاية الحرجة. تشمل:
- التحديات التنظيمية المرتبطة بصعوبة وتكلفة الحصول على الترخيص عبر عدة ولايات، وحماية الممارسات الخاطئة والامتيازات في مرافق متعددة.
- عدم القبول وعدم سداد من قبل دافعي الضرائب الحكومية وبعض شركات التأمين التجارية إنشاء حاجز مالي كبير، والذي يضع عبء الاستثمار بشكل مباشر على المستشفى أو نظام الرعاية الصحية.
- العوائق الثقافية التي تحدث بسبب عدم رغبة بعض الأطباء في تكييف النماذج الإكلينيكية للتطبيقات الطبية عن بعد.[21]

### التمريض عن بعد
المقال الرئيسي: التمريض عن بعد
يشير التمريض عن بُعد إلى استخدام الاتصالات السلكية واللاسلكية وتكنولوجيا المعلومات من أجل توفير خدمات التمريض في الرعاية الصحية كلما وجدت مسافة جسدية كبيرة بين المريض والممرضة، أو بين أي عدد من الممرضات. كمجال طبي، يُعتبر التمريض عن بُعد جزء من الرعاية الصحية عن بعد، ولديه العديد من نقاط الاتصال مع التطبيقات الطبية وغير الطبية الأخرى، مثل تشخيص الأمراض، والاستشارات عن بُعد، والاطلاع على بُعد، وما إلى ذلك.
يحقق التمريض عن بُعد معدلات نمو كبيرة في العديد من البلدان بسبب عدة عوامل: الانشغال في خفض تكاليف الرعاية الصحية، وزيادة عدد المُصابين بالشيخوخة والسكان المصابين بأمراض مزمنة، وزيادة تغطية الرعاية الصحية إلى مناطق بعيدة، والمناطق الريفية أو المناطق الصغيرة أو قليلة الكثافة السكانية. من بين فوائده، قد يساعد التمريض عن بعد في حل النقص المتزايد للممرضات؛ ولتقليل المسافات وتوفير وقت السفر، وإبعاد المرضى عن المستشفى. وقد تم تسجيل درجة أكبر من الرضا الوظيفي بين المُمرضات عن بُعد.
في أستراليا، خلال شهر كانون الثاني / يناير 2014، تعاونت شركة ملبورن العالمية للتكنولوجيا (Small World Social) بالتعاون مع الجمعية الأسترالية للرضاعة الطبيعية لإنشاء أول تطبيق نظارات جوجل المجاني للأمهات الجدد. يسمح التطبيق، الذي يُطلق عليه تطبيق نظارات جوجل لرضاعة الثدي Google Glass Breastfeeding، للأمهات أن يرضعن طفلهن أثناء عرض إرشادات حول مشكلات الرضاعة الطبيعية الشائعة (الإمساك، والولادة، الخ) أو الاتصال بمستشار الرضاعة عبر تطبيق Google Hangout الآمن، والذي يمكنه مشاهدة المشكلة من خلال الأم كاميرا. انتهت التجربة بنجاح في ملبورن في أبريل 2014، وكان 100٪ من المشاركين يُرضّعون بثقة.

### الصيدلة عن بُعد
الصيدلة عن بُعد هو تقديم الرعاية الصيدلية عن طريق الاتصالات للمرضى في الأماكن التي قد لا يكونون فيها على اتصال مباشر بصيدلي. تُعتبر الصيدلة عن بُعد مثالًا أوسع من الب الإلكتروني. تشمل خدمات على ظاهرة رصد العلاج الدوائي، وتقديم المشورة للمرضى، والتفويض المسبق وإعادة التفويض للعقاقير التي تستلزم وصفة طبية، ومراقبة امتثال الوصفات بمساعدة المؤتمرات عن بعد أو عقد المؤتمرات بالفيديو. كما يمكن اعتبار الاستغناء عن بعد للأدوية عن طريق أنظمة التغليف والتوسيم الآلي كمثال على فعالية الصيدلة عن بُعد. ويمكن تقديم خدمات الصيدلة عن بُعد في مواقع صيدليات البيع بالتجزئة أو من خلال المستشفيات ودور رعاية المسنين أو غيرها من مرافق الرعاية الطبية.
يمكن أن يشير المصطلح أيضًا إلى استخدام مؤتمرات الفيديو في الصيدليات لأغراض أخرى، مثل توفير التعليم والتدريب وخدمات الإدارة للصيادلة وموظفي الصيدليات عن بُعد.

### الطب النفسي عن بُعد
يُعرّف الطب النفسي عن بُعد (كما صاغه كاللوم وآخرون في عام 2014) هو استخدام تكنولوجيا الاتصال عن بُعد في إجراء الاختبارات النفسية العصبية عن بُعد. تُستخدم الاختبارات النفسية العصبية لتقييم الحالة الإدراكية للأفراد الذين يعانون من اضطرابات دماغية معروفة أو مشتبه بها، وتوفر لمحة عن نقاط القوة والضعف المعرفي. من خلال سلسلة من الدراسات، يوجد دعم متزايد في المؤلفات الطبية يظهر أن الإدارة المستندة إلى مؤتمرات الفيديو عن بعد للعديد من الاختبارات النفسية العصبية القياسية تؤدي إلى نتائج اختبار تشبه التقييمات التقليدية في الشخص، مما يثبت الأساس لموثوقية وصحة التقييم في حالات الطب النفسي عن بُعد.

### معالجة الإصابات المُتعددة عن بُعد
يمكن استخدام الطب الإلكتروني عن بعد لتحسين كفاءة وفعالية تقديم الرعاية في حالات الصدمة. تشمل الأمثلة:
- الطب الإلكتروني لفحص الصدمات: باستخدام الطب الإلكتروني، يمكن أن يتفاعل أخصائيو الصدمات مع الموظفين في موقع وقوع الإصابات الجماعية أو الكوارث، عبر الإنترنت باستخدام الأجهزة المحمولة، لتحديد مدى خطورة الإصابات. كما يمكنهم تقديم التقييمات السريرية وتحديد ما إذا كان يجب إخلاء هؤلاء المصابين للحصول على الرعاية اللازمة. يمكن أن يقدم أخصائيو الصدمات عن بعد نفس النوعية من التقييم السريري وخطة الرعاية كأخصائي علاج الصدمات الموجود جسديًا مع المريض.[33]
- التطبيب عن بعد في وحدة العناية المركزة(ICU): يستخدم الطب الإلكتروني أيضًا في بعض حالات العناية المُركزة لتخفيف انتشار العدوى. تجرى الجولات عادةً في المستشفيات في جميع أنحاء البلاد من قبل فريق يضم ما يقرب من عشرة أشخاص أو أكثر ليشمل حضور الأطباء والزملاء والمقيمين وغيرهم من الأطباء. تتحرك هذه المجموعة عادةً من الفراش إلى السرير في وحدة تناقش فيها كل مريض. ويساعد هذا في انتقال رعاية المرضى من النوبة الليلية إلى النوبة الصباحية، ولكنه يخدم أيضًا كخبرة تعليمية للمقيمين الجدد في الفريق. يوجد نهج جديد يميز الفريق الذي يدير جولات من قاعة المؤتمرات باستخدام نظام مؤتمرات الفيديو. كما يمكن لأخصائيي الصدمة النفسية، والمقيمين، والزملاء، والممرضات، والممرضات الممارسين، والصيادلة مشاهدة بث فيديو مباشر من سرير المريض. ويمكنهم رؤية العلامات الحيوية على الشاشة ورؤية الإعدادات على جهاز التنفس و / أو عرض جروح المريض. تتيح مؤتمرات الفيديو للمشاهدين عن بعد الاتصال في اتجاهين مع الأطباء السريرين على جانب السرير.[34]
- التطبيب عن بعد للتثقيف في مجال الصدمات النفسية: تقدم بعض مراكز معالجة الصدمات محاضرات لتعليم الصدمات إلى المستشفيات ومقدمي الرعاية الصحية في جميع أنحاء العالم باستخدام تقنية مؤتمرات الفيديو. تقدم كل محاضرة المبادئ الأساسية والمعرفة المباشرة والأساليب المستندة إلى الأدلة للتحليل النقدي لمعايير الممارسة السريرية المعمول بها، ومقارنات للبدائل المتقدمة الجديدة. تتعاون المواقع المختلفة وتتبادل وجهات نظرها بناء على الموقع والموظفين المتاحين والموارد المتاحة.[35]
- التطبيب عن بعد في غرفة العمليات الجراحية: جراحو الصدمات قادرون على الملاحظة والتشاور بشأن الحالات من موقع بعيد باستخدام مؤتمرات الفيديو. تسمح هذه القدرة للحضور لعرض العمليات الجراحية في الوقت الحقيقي. يتمتع الجراح عن بُعد بالقدرة على التحكم في الكاميرا (التحريك والإمالة والتكبير / التصغير) للحصول على أفضل زاوية للإجراء مع توفير الخبرة في الوقت نفسه لتوفير أفضل رعاية ممكنة للمريض.[36]

## الترخيص
تتطلب قوانين الترخيص المقيدة في الولايات المتحدة من الممارس الحصول على ترخيص كامل لتقديم الرعاية الطبية عن بُعد عبر خطوط الولاية. عادةً ما تستثني الولايات ذات قوانين الترخيص الممنوحة لها أيضًا (تختلف من ولاية إلى أخرى)، والتي قد تعفي الممارس خارج الولاية من العبء الإضافي المتمثل في الحصول على مثل هذا الترخيص. ويطلب عدد من الولايات من الممارسين الحصول على ترخيص كامل.
قد يكون الحصول على هذا الترخيص في كل ولاية اقتراحًا مكلفًا ويستغرق وقتًا طويلاً إذا كان الممارس يخدم عدة ولايات. وحتى إذا لم يمارس الممارس الطب وجهًا لوجه مع مريض في ولاية أخرى، فإنه يجب عليه تلبية مجموعة متنوعة من متطلبات الولاية الأخرى، بما في ذلك دفع رسوم ترخيص كبيرة واجتياز امتحانات شفوية وكتابية إضافية والسفر لإجراء المقابلات.
أصدرت الولايات المتحدة في عام 2008 قانون ريان هايت Ryan Haight الذي يتطلب مشاورات وجهًا لوجه أو عن طريق الطب الإلكتروني قبل الحصول على وصفة طبية.
تعارض مجالس التراخيص الطبية الحكومية في بعض الأحيان الطب الإلكتروني؛ فعلى سبيل المثال، كانت الاستشارات الإلكترونية في عام 2012 غير قانونية في ولاية أيداهو، وعاقب المجلس الممارس العام المرخص له في أيداهو على وصف المضادات الحيوية، مما أثار ملاحظات على الترخيص لها وشهادات المجلس في جميع أنحاء البلاد. وفي وقت لاحق في عام 2015، قامت الهيئة التشريعية في الولاية بتشريع الاستشارات الإلكترونية.
رفعت شركة تيلي دوك Teladoc في عام 2015، دعوى ضد مجلس تكساس الطبي على قاعدة تتطلب إجراء مشاورات شخصية في البداية؛ لكن القاضي رفض القضية مشيرًا إلى أن قوانين مكافحة الاحتكار تنطبق على المجالس الطبية الحكومية.

## الدول المُطوِّرة
بالنسبة للبلدان النامیة، یمکن أن یکون الطب الإلكتروني وموقع الصحة الإلکترونیة (Health.com/) هما الوسیلة الوحیدة لتوفیر الرعایة الصحیة في المناطق النائیة، فعلى سبيل المثال، كان الوضع المالي الصعب في العديد من الدول الإفريقية ونقص العاملين الصحيين المدربين يعني أن غالبية السكان في أفريقيا جنوب الصحراء يعانون من الحرمان الشديد في الرعاية الطبية، وفي المناطق النائية ذات الكثافة السكانية المنخفضة، كما كانت الرعاية الصحية المباشرة في كثير من الأحيان سيئة للغاية ومع ذلك، أعاق الافتقار إلى البنية التحتية للاتصالات مع عدم وجود خط أرضي أو اتصال إنترنت عريض النطاق، أو اتصالات قليلة أو بدون اتصال، وفقر إمدادات الكهرباء توفير الطب الإلكتروني والصحة الإلكترونية من المراكز الحضرية أو من دول أخرى.
وقد أظهر مشروع العرض التوضيحي الخاص بالقمر ااصطناعي الأفريقي (SAHEL) كيف يمكن استخدام تكنولوجيا النطاق العريض للأقمار الصناعية في إنشاء الطب الإلكتروني في هذه المناطق. بدأ مشروع SAHEL في عام 2010 في كينيا والسنغال، حيث يوفر محطات إنترنت قائمة بذاتها تعمل بالطاقة الشمسية للقرى الريفية لاستخدامها من قبل ممرضات المجتمع من أجل التعاون مع المراكز الصحية البعيدة للتدريب والتشخيص والمشورة بشأن القضايا الصحية المحلية.
وفي عام 2014، أنشأت حكومة لوكسمبورغ، إلى جانب مشغل الأقمار الصناعية SES وبعض المنظمات غير الحكومية، وبعض الأطباء الألمان ومنظمة أطباء بلا حدود، ومنظمة ستادميد SATMED، منصة الصحة الإلكترونية متعددة الطبقات لتحسين الصحة العامة في المناطق النائية مناطق من البلدان الناشئة والنامية، باستخدام منصة الأقمار الصناعية للطوارئ "Emergency.lu" وقمر أسترا الاصطناعي "Astra 2G TV Satellite". تم نشر SATMED لأول مرة استجابة لتقرير صدر عام 2014 من قبل الأطباء الألمان لاتصالات ضعيفة في سيراليون تعوق مكافحة الإيبولا، ووصلت معدات ستادميد SATMED إلى عيادة سيرابو Serabu في سيراليون في ديسمبر 2014. وفي يونيو 2015 تم نشر منصة SATMED في مستشفى الأمومة في أهوزونود بدولة بنين لتقديم الاستشارات والمراقبة عن بعد، حيث تعتبر هي الرابط الوحيد الفعال للاتصال بين أهوزونود العاصمة والمستشفى الثالث في الادا، حيث يتعذر الوصول إلى الطرق البرية بسبب الفيضانات خلال موسم الأمطار.